# Пако Тоус
Франсиско Мартинез Пако Тоус (шп. Francisco Martínez "Paco" Tous; Севиља, 10. фебруар 1964) шпански је глумац, најпознатији по улози Франсиска Пака Миранде у серији Паков свет.

## Филмографија
- (1987)
- (1987)
- (1999)
- (2005)
- (2006)
- (2008)
- (2011)
- (2011)
- (2013)
- (2016)
- (2016)
- (2017)
- (2017)
- (2017)
- (2017)
- (2018)